# Wellington Phoenix FC
Wellington Phoenix Football Club je novozelandski nogometni klub iz Wellingtona. Zasada je jedini ne-australski klub koji se natječe u A-League. Klub je osnovan 2007., te se od tada i natječe u ligi umjesto New Zealand Knightsa. Svoju prvu sezonu završili su na posljednjem, osmom mjestu. 

## Vanjske poveznice
- Službena stranica